# Clément Mouamba
Clément Mouamba (n. 13 noiembrie 1943, Dingui⁠(d), Republica Congo – d. 29 octombrie 2021, Paris, Métropole du Grand Paris, Franța) a fost un politician congolez care a ocupat funcția de prim-ministru al acestei țări din 2016 până în 2021. Anterior a fost ministru de finanțe din 1992 până în 1993.

## Cariera politică
Mouamba s-a născut la 13 noiembrie 1943 la Sibiti. Sub președintele Pascal Lissouba, a fost ministru de finanțe din septembrie 1992 până în iunie 1993. Mouamba a fost un membru de frunte al Uniunii Panafricane pentru Social Democrație (UPADS), care era partidul de guvernământ în mandatul lui Lissouba și a intrat în opoziție după înlăturarea lui Lissouba în urma războiului civil din 1997.
Mouamba a fost unul dintre câțiva oficiali de rang înalt care au servit sub conducerea lui Lissouba și care s-au confrunta cu acuzații de corupție în legătură cu deturnarea de fonduri din vânzarea petrolului, cu mult sub valoarea de piață, către Occidental Petroleum în 1993. Cu toate acestea, la 27 decembrie 2001, acuzațiile împotriva lui Mouamba și a lui Claudine Munari au fost înlăturate pe motiv că ei doar urmau ordinele. Lissouba și alți patru oficiali de rang înalt – care au fost judecați în lipsă, deoarece au fugit din țară când Lissouba a fost înlăturat – au fost condamnați și condamnați la decenii de muncă silnică.
La primul congres extraordinar al UPADS, desfășurat în perioada 27-28 decembrie 2006, Mouamba a fost ales unul dintre cei 25 de vicepreședinți ai partidului.
Mouamba s-a despărțit de partidul său în perioada premergătoare referendumului constituțional din 2015, alegând să participe la un dialog susținut de guvern, pe care opoziția l-a boicotat, cu privire la problema schimbării constituției. Referendumul, căruia i s-a opus UPADS, i-a permis președintelui Denis Sassou-Nguesso să candideze pentru un alt mandat la alegerile prezidențiale din martie 2016. După ce Sassou-Nguesso a depus jurământul pentru un alt mandat la 16 aprilie 2016, el l-a numit pe Mouamba prim-ministru pe 23 aprilie.
Mouamba a fost desemnat drept candidat al Partidului Laburist Congolez (PCT), aflat la guvernare, în orașul Sibiti pentru alegerile parlamentare din iulie 2017, luând locul lui Thierry Moungalla, ministrul Comunicațiilor. Mouamba a candidat fără opoziție, fără ca alți candidați să se prezinte în circumscripție. În urma alegerilor, în care PCT a câștigat majoritatea parlamentară, Mouamba a prezentat demisia pro forma a guvernului său la 16 august. În calitate de cel mai în vârstă membru al Adunării Naționale nou-alese, el a prezidat alegerea Biroului Adunării Naționale la 19 august 2017. Sassou-Nguesso l-a numit din nou prim-ministru la 21 august. Componența noului guvern al lui Mouamba a fost anunțată la 22 august, fiind mai puțin numeros mic decât guvernul său anterior (35 de membri față de 38), dar modificările în componența guvernului au fost considerate relativ minore.
În mai 2021, Mouamba și guvernul său au demisionat. El a fost succedat de Anatole Collinet Makosso ca prim-ministru.
Clément Mouamba a murit la 29 octombrie 2021 la Paris din cauza COVID-19.